# Неймовірні пригоди ДжоДжо (OVA)
«JoJo’s Bizarre Adventure» (яп. ジョジョの奇妙な冒険), неоф. укр. Неймовірні пригоди ДжоДжо — серія OVA-адаптацій, створених студією A.P.P.P. на основі Stardust Crusaders (укр. Хрестоносці зоряного пилу) — третьої частини манґи JoJo no Kimyō na Bōken за авторством Хірохіко Аракі. Серіал поділений на дві частини, що вийшли у 1993 та 2000 роках відповідно, причому хронологічний порядок зворотній (епізоди 2000 року є приквелом до випущених у 1993 році). Є першою екранізацією манґи JoJo.
За сюжетом у сімнадцятилітнього японця Джотаро Куджо несподівано з'являється таємнича сила, названа стандом, яку він вважає злим духом. Його дідусь Джозеф Джостар розповідає, що від столітнього сну прокинувся могутній вампір Діо, і поява стандів — це його рук справа. Джозеф і Джотаро збирають команду, щоб перемогти лиходія, його посіпак зі стандами та вберегти людство від їхнього терору, зокрема і матір Джотаро.

## Сюжет
Сюжет OVA заснований на оповіді оригінальної манґи Stardust Crusaders (укр. Хрестоносці зоряного пилу) від Хірохіко Аракі, проте він зазнав значних скорочень. Зокрема, відсутні численні поєдинки з володарями стандів і сюжетні лінії, де головні персонажі подорожували Сингапуром, Пакистаном, Арабськими Еміратами, перепливали Червоне море тощо. Також були суттєво змінені деякі особливості розвитку сюжету, як-от сцена нападу Норіакі Какьоїна на Джотаро. OVA-серіал, на відміну від оригіналу, володіє більш серйозним і похмурим сетингом, уникаючи самоіронії.
Події розвиваються у 1988 році. Юний старшокласник Джотаро Куджо несподівано отримує таємничу силу «станд» (яп. スタンド, сутандо). Причина цьому приховується у Діо, могутньому вампірі, чий саркофаг був піднятий з дна Атлантичного океану. Сотню років тому він заволодів тілом прапрадідуся Джотаро, англійця Джонатана Джостара, поки його власне тіло було знищено. Унаслідок цього у сім'ї Джостарів пробуджуються станди. Джотаро спершу лякається цієї сили, називаючи її злим духом, проте його дідусь Джозеф і єгипетський пророк Мохаммед Авдол розповідають про суть здібностей, які відображають духовну силу людини. Незадовго після цього станд Холлі, матері Джотаро, виявляється надто сильним, і вона нездатна контролювати його. За 50 днів герої повинні добратись до Єгипту, аби перемогти Діо та врятувати Холлі. Вони вирушають у подорож Середньою Азією і Близьким Сходом, тому що летіти літаком дуже небезпечно. Дорогою персонажі борються з численними володарями смертоносних стандів, посланими Діо, а також зустрічають нових союзників — японського школяра Норіакі Какьоїна, француза Жана-П'єра Польнарефа та нью-йоркську собаку Іггі, звичайно теж зі своїми надздібностями.

## Персонажі
В OVA-серіалі психологічний портрет деяких персонажів був змінений: наприклад, у ньому відсутнє зображення процесу морального дорослішання Джотаро Куджо, він одразу показаний тихою, небагатослівною і розсудливою людиною, натомість в оригіналі на початку історії герой був розбещеним і капризним підлітком. Найбільше змін зазнав образ Джозефа Джостара — якщо у манзі Stardust Crusaders він є енергійним, ексцентричним і хитрим персонажем, зазвичай виконує комічну роль, у цих OVA Джозеф є серйозним і мудрим старцем, що побачив страхіття життя.
Сейю, які озвучили головних героїв:
- Дзюрота Косугі — Джотаро Куджо
- Тікао Оцука — Джозеф Джостар
- Кійосі Кобаясі — Мухаммед Абдул
- Хіротака Судзуокі — Норіакі Какьеїн
- Кацудзі Морі — Жан-П'єр Польнареф
- Нобуо Танака — Діо Брандо

## Список епізодів
Нижче наведений список усіх 13 OVA-адаптацій за хронологією сюжету, а не датою виходу, тобто другий сезон перед першим, так як OVA була опублікована після 2000-х.
| Номер | Назва | Сценарист        | Дата виходу       |
| --- | --- | ---------------- | ----------------- |
| 1 | «Злий дух» / «Стенд»/«Stand» «Sutando» (悪霊 -スタンド-)                                                                                  | Кен'ічі Такашіма | 25 травня 2000    |
| Сімнадцятирічний школяр Джотаро Куджо виявляє у себе таємничу силу, яку вважає злим духом, тому добровільно зачиняється у в'язниці. Його провідують матір на ім'я Холлі, дідусь Джозеф Джостар і таємничий Мохаммед Авдол, що теж володіє духом, але з вогняними здібностями. Після невеликого поєдинку герої пояснюють, що сила зветься стандом і є проявом духовного образу людини. | |                  |                   |
| 2 | «Іерофант Ґрін» «Haierofanto Gurīn» (法皇の緑 -ハイエロファントグリーン-)                                                                 | Кен'ічі Такашіма | 25 серпня 2000    |
| Джотаро дізнається про здібності свого станду Стар Платинум та давнього ворога сім'ї Джостарів — могутнього вампіра Діо, діями якого були викликані станди. Героїв атакує один з найманців лиходія, Норіакі Какьоїн і його Іерофант Ґрін, проте виявляється, що він був контрольований паразитом з клітин Діо. Несподівано Холлі впадає в кому через те, що її станд надто сильний. Персонажі вирішують вирушити до Єгипту, де приховується Діо і перемогти його. Какьоїн теж приєднується до них у знак подяки за порятунок. | |                  |                   |
| 3 | «Срібна колісниця та Сила» «Shirubā Chariottsu to Sutorengusu» (銀の戦車＆力 -シルバーチャリオッツ＆ストレングス-)                        | Кен'ічі Такашіма | 27 жовтня 2000    |
| Джотаро і його супутники летять на літаку до Єгипту, проте він терпить катастрофу посеред океану. Незадовго вони виявляють там величезний крейсер, на борту якого не було екіпажу, а натомість володарі стандів — орангутанг зі своїм Силою та француз Жан-П'єр Польнареф зі Срібною колісницею. Після битви Польнарефа також рятують від впливу паразита й він приєднуються до групи. | |                  |                   |
| 4 | «Імператор та Повішаний» «Enperā to Hangudoman» (皇帝と吊られた男 -エンペラーとハングドマン-)                                             | Такао Кавагуті   | 27 квітня 2001    |
| Дорогою до Єгипту на Польнарефа нападає Джей Ґайл зі стандом Повішаний, що має дві праві руки. Підозрюючи, що саме він є убивцею молодшої сестри Жана-П'єра, герой відділяється від команди і вирішує розправитись з ним. Проте він потрапляє у пастку, організовану Ґайлом за зарученням свого напарника Хол Хорса з Імператором, стандом-револьвером. Авдол приходить виручити Польнарефа, але зазнає серйозного поранення від рук Хол Хорса.                                                                               | |                  |                   |
| 5 | «Вирок» «Sabaki» (裁き -Sanction-) | Такао Кавагуті   | 27 липня 2001     |
| Какьоїн та Польнареф шукають спосіб перемогти Повішаного, у якого однак є численні переваги через місцеположення. Станд здатен атакувати з будь-якого відображення і зі швидкістю світла. Врешті вони перемагають лиходія. | |                  |                   |
| 6 | «Туман відплати» «Hōfuku no Kiri» (報復の霧 -Vengeance-)                                                                                  | Такао Кавагуті   | 28 вересня 2001   |
| Група продовжує мандри, шукаючи притулок і невдовзі вони знаходять невелике містечко, оповите густим туманом. Тамтешні поселенці поводяться дивним чином і більше схожі на живих мерців. Сюди приїжджає стара жінка з поліцією і пропонує героям зупинитися на ніч у її готелі. У барі цього готелю Польнареф зустрічає таємничу красиву жінку, що пізніше виявляється бабцею на ім'я Енья, матір'ю Джей Ґайла й союзницею Діо, яка бажає відомстити французові за вбивство свого єдиного сина.                               | |                  |                   |
| 7 | «Правосуддя» «Jasutisu» (正義 -ジャスティス-)                                                                                             | Такао Кавагуті   | 25 січня 2002     |
| Енья використовує Польнарефа як маріонетку за допомогою свого станду Правосуддя і викликає легіон мерців проти команди героїв. Здається, що уже все втрачено, коли Джотаро теж потрапляє під вплив смертоносного станду, проте несподівано повертається Мохаммед Авдол. Отож, Джотаро придумує план перемоги і йому це вдається. Також виявляється, що містечко і його населення не існувало вже протягом сотні років. | |                  |                   |
| 8 | «Блазень Іггі та Ґеб Н'Дула (ч. I)» «"Za Fūru" no Igī to "Gebu-shin" no Ndūru -Zenpen-» (「愚者」のイギーと「ゲブ神」のンドゥール -前編-) | Сатосі Кон       | 19 листопада 1993 |
| Персонажі нарешті добирається до Єгипту, де їх зустрічає вертоліт Фонду Спідвагона. Вони доставляють допомогу команди в особі нью-йоркської собаки Іггі, володаря пісочного станду Блазень. Через невеликий проміжок часу вертоліт зазнає катастрофи і герої розслідують цю раптову подію. Винуватцем цього стає черговий найманець Діо на ім'я Н'Дул та його станд, що уособлює єгипетського бога Ґеба. | |                  |                   |
| 9 | «Блазень Іггі та Ґеб Н'Дула (ч. II)» «"Za Fūru" no Igī to "Gebu-shin" no Ndūru -Kōhen-» (「愚者」のイギーと「ゲブ神」のンドゥール -後編-) | Сатосі Кон       | 17 грудня 1993    |
| Героїв атакує ворожий водяний станд, проте вони не розуміють як з ним боротись. Насправді Ґеб працює на дуже великій відстані від володаря. Н'Дул є сліпим, проте розвинув свій неймовірний слух, як і Ґеб, що фіксує навіть найнепомітніші звуки. Джотаро вирішує непомітно добратися до противника, заручившись допомогою неохоче налаштованого Іггі. | |                  |                   |
| 10 | «Азартний гравець Д'Арбі» «Dābī Za Gyanburā» (ダービー・ザ・ギャンブラー)                                                                 | Хіроюкі Кітакубо | 21 липня 1994     |
| Супутники знаходяться у Каїрі, займаючись пошуком особняка, де може приховуватися Діо за фотографією, отриману стандом Джозефа. В одному з кафе їх зустрічає незнайомець Д'Арбі. Він пропонує зіграти в азартні ігри, аби отримати потрібну їм інформацію, проте у разі поразки герої втрачають власну душу. Польнареф і Джозеф Джостар стають жертвами станду гравця, Осіріса. Єдиний спосіб їх урятувати — перемогти у грі з Д'Арбі. Джотаро проявляє свою хитрість і йде на ризик.                                         | |                  |                   |
| 11 | «Світ Діо: Воїн порожнечі Ванілла Айс» «DIO no Sekai -Akū no Shōki Vanira Aisu-» (DIOの世界 -亜空の瘴気ヴァニラ・アイス-)                 | Сатосі Кон       | 9 серпня 1994     |
| Джотаро і компанія входять до лігва Діо, де на них нападає найвідданіший слуга лиходія, убивця Ванілла Айс. Його станд представляє сферу, що здатна поглинати будь-яку матерію у вимір порожнечі. Він миттєво убиває Авдола. Група розділяється — Джотаро, Какьоїн і Джозеф переслідують Діо, поки Польнареф та Іггі намагаються помститися за свого друга. Ванілла Айс смертельно ранить Іггі, проте Жану вдається побороти воїна порожнечі.                                                                                 | |                  |                   |
| 12 | «Світ Діо: Какьоїн: Битва у бар'єрі» «DIO no Sekai -Kakyōin: Kekkai no Shitō-» (DIOの世界 -花京院 結界の死闘-)                            | Сатосі Кон       | 21 жовтня 1994    |
| Діо переслідує Джозефа вулицями нічного Каїру, залишаючи за собою ріки крові. Какьоїн приходить на допомогу, проте вампір використовує свій станд Світ, смертельно ранячи його. В останні моменти свого життя герой дізнається таємницю здібності Світу, тому з останніх сил розбиває міський годинник Іерофантом Ґрін, натякаючи Джозефу, що Діо здатен зупиняти час. | |                  |                   |
| 13 | «Світ Діо: Прощавайте, друзі мої» «DIO no Sekai -Saraba Tomo yo-» (DIOの世界 -さらば友よ-)                                                | Сатосі Кон       | 18 листопада 1994 |
| Зрештою Джотаро стикається з Діо, прагнучи зупинити столітню боротьбу свого роду з цим жорстоким лиходієм. Світ здається непереможним, адже герой раз за разом зазнає ледь не смертельні удари. Тим не менш Джотаро активно застосовує сили Стар Платинума, також виявляючи у себе здатність зупиняти час, хоч і набагато коротше, аби врятувати свою сім'ю та людство загалом. | |                  |                   |

## Реліз
Перший OVA-серіал складався з шести епізодів і випускався компанією Pony Canyon на VHS і LD-дисках з 19 листопада 1993 року до 18 листопада наступного року. Сюжет розпочинається з середини історії, коли головні герої перетинають Аравійську пустелю, даючи невелике представлення про те, які події призвели до цієї подорожі.
Другий OVA-серіал мав підзаголовок «Adventure» («JoJo's Bizarre Adventure: Adventure» (яп. ジョジョの奇妙な冒険 ADVENTURE)) і містив сім епізодів. Був випущений компанією Klock Worx на DVD та VHS з 25 травня 2000 року по 25 жовтня 2002 року. Ці епізоди під назвами «Пригода 1» — «7» послужили приквелом до попередньо створених серій, адаптувавши першу частину сюжетної арки, яка відображала обставини, що стали початком пошуків Діо. На території США було вирішено випустити спочатку другий OVA-серіал, а потім перший. Останній був перенумерований в «Пригода 8» — «13», відповідно до хронології. DVD-бокс-сет із усіма 13 епізодами, CD-диском з саундтреком і колодою з 31 карти таро, проілюстрованих Хірохіко Аракі, був випущений 25 травня 2007 року. Розповсюдженням на DVD у Північній Америці займалася компанія Super Techno Arts у 2003—2005 роках з дубляжем англійською. Також OVA були дубльовані французькою та італійською мовами студіями Jérôme PAUWELS і Raflesia srl відповідно. У 2003 році серіал був показаний на Trinoc-Con, науково-фантастичній конференції у Даремі, Північна Кароліна, США.
У 2008 році через скандал з мусульманськими фундаменталістами  поширення OVA-серіалу (як і манґи) було призупинене впродовж наступного року.
Ця ж глава манґи була вдруге екранізована в аніме «JoJo's Bizarre Adventure: Stardust Crusaders» студії David Production у 2014—2015 роках.

## Сприйняття
Річард Айтенбайс, критик сайту Kotaku.com, назвав OVA-серіал достойним дванадцятьма роками після виходу, похваливши епізоди за хорошу графіку, що витримує планку якості і в наш час[коли?]. Також поміж хороших сторін екранізації 1993 року рецензент відмітив наявність гумору, якого начисто позбавлені серії 2000 року. Описуючи загальні недоліки він звернув увагу на занадто простий і передбачуваний сюжет, а також надмірну кількість зайвих діалогів, що уповільнюють процес битв. Ерік Ґаеде з сайту Themanime назвав анімацію серій 1993 року сірою, а місцями й зовсім «ніякою». На його думку багато моментів сюжету можуть здатися незрозумілими, якщо глядач не знайомий з оригінальною манґою. З іншого боку сцени поєдинків заворожують і в той же час є правдоподібними.
Критик з сайту animeanemoscope вважає, що незважаючи на сильне ущільнення сюжету до найбільш ключових моментів і битв, він від цього не перестає бути досить зрозумілим та простим, тому серіал може стати хорошим вступом для новачків, що зацікавились франшизою JoJo, проте для них його треба обов'язково дивитися у зворотному порядку, тобто спершу епізоди 2000 року, а далі 1993 року.

### Скандал
У травні 2008 року компанії Shueisha й A.P.P.P. були вимушені призупинити випуск манґи й OVA-серіалу після того, як єгипетські ісламські фундаменталісти поскаржилися на зміст OVA, помітивши, що Діо — головний лиходій, обіцяв убити Джотаро Куджо, читаючи вірші з Корану. Зокрема вони стверджували, що це було зроблено з метою представити мусульман як терористів. У результаті Viz Media та Shueisha припинили публікувати манґу протягом наступного року і принесли офіційні вибачення мусульманським спільнотам. Хірохіко Аракі зобразив у манзі не Коран, а лише книгу з незрозумілими символами, а при створенні OVA аніматори, що не знали арабської, вставили випадковий текст цією мовою, який і виявився сурою Ар-Рад зі священної книги ісламу. Опісля цієї заяви більш ніж на 300 арабських й інших ісламських форумах фігурували гнівні коментарі зі звинуваченням Японії в обра́зі мусульман.

## Саундтрек
Загалом було випущено три музикальних альбоми. Перший під назвою Jojo's Bizarre Adventure OVA OST 1 (яп. ジョジョの奇妙な冒険オリジナル・サウンドトラックVol.1) вийшов 3 листопада 1993 року й містив 11 треків. Другий називався Jojo's Bizarre Adventure OVA OST 2 (яп. ジョジョの奇妙な冒険オリジナル・サウンドトラックVol.2), був випущений 19 серпня 1994 року і складався з 19 композицій. Третій і останній альбом мав назву Jojo's Bizarre Adventure OVA OST 3 (яп. ジョジョの奇妙な冒険オリジナル・サウンドトラックVol.3), вийшов він 18 листопада 1994 року і включав 19 синглів.
Композитором OVA-серіалу виступив Марко Д'Амброзіо.